# IMS Global Learning Consortium
L'IMS Global Learning Consortium è un'organizzazione non profit costituita da più di 50 membri ed affiliati provenienti da ogni settore della comunità di e-learning, inclusi venditori di hardware e software, istituzioni formative, pubblicitari, agenzie governative, esperti di multimedia, tutti con l'obiettivo di collaborare al fine di produrre criteri di interoperatività e riutilizzo delle piattaforme di e-learning.
L'IMS sviluppa e promuove l'adozione di specifiche tecniche per l'apprendimento interoperativo, alcune delle quali sono diventate, de facto, standard universalmente accettati per lo sviluppo di prodotti software rivolti al mercato dell'e-learning.
L'IMS ha emesso, in particolare:
- Linee guida per lo sviluppo di applicazioni accessibili per la formazione,
- Principi di accessibilità nella formazione a distanza (FAD),
- Linee guida per la fornitura di testi, audio, immagini e multimedia accessibili,
- Linee guida per la creazione di sistemi non simultanei di comunicazione e collaborazione,
- Linee guida per la creazione di sistemi simultanei di comunicazione e collaborazione,
- Linee guida per la creazione di interfacce accessibili ed ambienti interattivi,
- Linee guida per prove e valutazioni,

ecc..